# Elio Guzzanti
Pour les articles homonymes, voir Elio (homonymie) et Guzzanti.
Elio Guzzanti, né le 18 août 1920 à Rome et mort le 2 mai 2014, dans la même ville est un médecin et homme politique italien.

## Biographie
Elio Guzzanti est professeur à l'université catholique du Sacré-Cœur de Rome. Il est ministre de la Santé lors du gouvernement de Lamberto Dini.